# Хрисип (міфологія)
Хриси́п, або Хрісіпп (грец. Χρύσιππος) — син Пелопа й німфи Аксіохи (або Данаїди). Батько любив його більше, ніж своїх синів від Гіпподамії — Атрея і Тієста, які згодом убили Хрисипа.
За іншою версією, син фіванського царя Лабдака вигнанець Лай, якого гостинно прийняв Пелоп, уподобав красеня Хрисипа, потім викрав і зґвалтував його. Уважаючи свій зв'язок з Лаєм за сором, Хрисип вкоротив собі віку. Пелоп прокляв Лая, тому на Лабдакідів посипалися нещастя. Гера, охоронниця моральної чистоти, щоб покарати Лая, прирекла його на смерть від рук власного сина і наслала на Фіви Сфінкса.